# Girls Aloud
Girls Aloud je britanski ženski glazbeni sastav osnovan u talent showu "Popstars: The Rivals" 2002. godine u Londonu. Sastav je prilikom osnivanja potpisao izdavački ugovor s izdavačkom kućom Polydor Records. Sastav čine Cheryl Cole, Nadine Coyle, Sarah Harding, Nicola Roberts i Kimberley Walsh. Do sada su izdale sedam albuma, od kojih je šest nagrađeno platinastom certifikacijom, održale šest uspješnih turneja i osvojile prestižnu nagradu Brit Award za singl "The Promise" 2009. godine. Sastav je 2012. godine proglašen za najprodavaniji ženski pop sastav 21. stoljeća, po broju prodanih kopija singlova u Engleskoj. 21. ožujka 2013. godine sastav je putem Twittera objavio konačan razlaz.

## Povijest sastava
Sastav je osnovan 30. studenog 2002. godine u talent showu "Popstars: The Rivals". Koncept showa je bio takav da se tokom showa formiraju dva benda, muški i ženski, koji će se boriti za prvo mjesto na top ljestivici u vrijeme Božića. Girls Aloud su pobijedile svoje suparnike, sastav One True Voice i s pjesmom "Sound of the Underground" dospjele na prvo mjesto top ljestvice UK Singles Chart, gdje se pjesma održala četiri uzastopna tjedna. Pjesma je u ožujku 2003. godine nagrađena platinastom certifikacijom.
U svibnju 2003. godine sastav je izdao svoj prvi album "Sound of the Underground", koji je dospio na drugo mjesto UK Albums Chart top ljestvice, a kasnije je nagrađen platinastom certifikacijom. S albuma su izdana još dva singl: "No Good Advice", koji je dospio na drugo mjesto top ljestvice i "Life Got Cold", koji je dospio na treće mjesto top ljestvice UK Singles Chart. U studenom iste godine sastav snima novi singl "Jump", koji se našao na reizdanju albuma "Sound of the Undergorund", a zauzeo je visoko drugo mjesto na top ljestvici singlova.
Nakon višemjesečne pauze, sastav lipnja 2004. izdaje novi singl "The Show", kao najavu drugog studijskog albuma "What Will the Neighbours Say?. Drugi singl s albuma je "Love Machine", dospio je na drugo mjesto top ljestvice UK Singles Chart. Treći singl je bila obrada pjesme "I'll Stand by You" sastava The Pretenders, koja je dospjela na prvo mjesto top ljestvice UK Singles Chart, gdje je ostala dva uzastopna tjedna. 29. studenog 2004. godine grupa je izdala svoj drugi studijski album "What Will the Neighbours Say?", koji je dospio na šesto mjesto službene top ljestvice u Engleskoj, ubrzo je nagrađen platinastom certifikacijom. Posljednji singl s albuma bio je "Wake Me Up", koji je dospio na četvrto mjesto službene top ljestvice singlova UK Singles Chart.
Nakon uspjeha s drugim album i pratećom turnejom, sastav počinje rad na svom trećem studijskom albuma "Chemistry". Album je dospio na jedanaesto mjesto UK Albums Chart top ljestvice, a kasnije je nagrađen platinastom certifikacijom. Prvi singl s albuma je "Long Hot Summer" izdan kolovoza 2005. godine, dospio je na sedmo mjesto top ljestvice singlova. Drugi singl s albuma je pjesma  "Biology", koja je debitirala na mjestu broj četiri i koja je dobila pozitivne kritike od glazbenih kritičara. Treći singl je pjesma "See the Day", koja je izdana na Božić. Četvrti i posljednji singl s albuma "Chemistry" je "Whole Lotta History", izdan ožujka 2006. godine, debitirao na mjestu broj šest.
U svibnju 2006. godine sastav je krenuo u svoju prvu dvoransku turneju Chemistry Tour. Istog mjeseca sastav je prebačen u Fascination Records, podružnicu Polydor Recordsa. Iste godine je izašao prvi kompilacijski album sastava The Sound of Girls Aloud: The Greatest Hits, koji je dospio na prvo mjesto top ljestvice UK Albums Chart i prodat je u više od milijun primjeraka. S albuma su izdana dva nova singla: "Something Kinda Ooooh", koji je dospio na drugo mjesto i  "I Think We're Alone Now", koji je dospio na četvrto mjesto UK Singles Chart. Ožujka 2007. godine sastav započinje suradnju sa sastavom Sugababes u humanitarnoj akciji "Comic Relief", snimajući duet  "Walk This Way", obradu pjesme sastava Aerosmith, koja je dospjela na prvo mjesto top ljestvice u Engleskoj. U svibnju iste godine grupa započinje svoju treću turneju The Sound of Girls Aloud: The Greatest Hits Tour.

Godine 2007. izdaju svoj četvrti studijski album Tangled Up. S albuma su izdana tri singla: "Sexy! No No No...", koji je dospio na peto mjesto UK Singles Chart. Drugi je bila pjesma "Call the Shots", koje je debitirala na trećem mjestu top ljestvice. Treći i posljednji singl s albuma je "Can't Speak French", koji je dospio na deveto mjesto top ljestvice singlova. Sastav je u svibnju 2008. godine započeo svoju četvrtu turneju Tangled Up Tour na kojoj je promovirao album. 
 Sastav je iste godine snimio dva soundtracka za film  "St Trinian's". 
U prosincu 2008. godine izašao je peti studijski album Out of Control, koji je debitirao na prvom mjestu UK Albums Chart, postajući njihov najuspješniji album do tada. Album je kasnije nagrađen dvostrukom platinastom certifikacijom. Vodeći singl "The Promise" je debitirao na prvom mjestu top ljestvice, postajući njihov četvri broj jedan u Engleskoj. Drugi singl s albuma je pjesma  "The Loving Kind", koja je dospjela na deseto mjesto UK Singles Chart. Posljednji singl s albuma je "Untouchable", izdan travnja 2009. godine. Istog mjeseca započinju svoju petu turneju Out of Control Tour, koja je trajala od travnja do srpnja 2009. godine. Nakon turneje grupa najvaljuje privremeni prestanak rada grupe.
Godine 2012., nakon trogodišnje pauze sastav se ponovo okupio zbog proslave svoje desetogodišnjice. Sastav je u studenom izdao svoju drugu kompilaciju hitova pod nazivom "Ten", a s njega je izdan singl "Something New", koji je dospio na drugo mjesto UK Singles Chart top ljestvice. U veljači iste godine sastav započinje svoju šestu turneju Ten: The Hits Tour. 21. ožujka 2013. godine sastav je održao posljednji koncert u Liverpoolu, nakon čega je putem Twittera objavio konačan razlaz.

## Glazbeni stil
Sastav je od početka karijere surađivao s glazbenikom  Brianom Higginsom i njegovim producentskim timom  Xenomania, koji su producirali sve singlove sastava, osim pjesme "Walk This Way" i albuma Sound of the Underground. Članice sastava često su navodile kao svoje glazbene uzore sastav Oasis i Michael Jacksona.
Na prvom albumu Sound of the Underground primjetan je veliki utjecaj žanrova iz osamdesetih godina, kao što su synthpop, power pop i novi val, kao i žanrova iz devedestih big beat, drum & bass i grunge. Na drugom albumu What Will the Neighbours Say? sastav je dosta istraživao pop zvuk, naročito  elektro pop, a u pjesmi "Wake Me Up" primjetan je dominirajući grunge rock zvuk. Treći album Chemistry je bio pun različitih glazbenih žanrova od francuskih šansona do bluesa i R'n'B-a. Od albuma Tangled Up vidljiv je sve veći utjecaj dance i  elektroničke glazbe u njihovim pjesmama, inspiriran uspjehom pjesama "Something Kinda Ooooh", "Call the Shots", "Close to Love", "Girl Overboard" i drugih. Sastav je često poređen s drugim ženskim sastavima kao što su Bananarama, The Bangles i Spice Girls.

## Diskografija

### Studijski albumi
- Sound of the Underground (2003.)
- What Will the Neighbours Say? (2004.)
- Chemistry (2005.)
- Tangled Up (2007.)
- Out of Control (2008.)

### Kompilacijski albumi
- The Sound of Girls Aloud: The Greatest Hits (2006.)
- Ten (2012.)

## Turneje
- What Will the Neighbours Say? Live (2005.)
- Chemistry Tour (2006.)
- The Sound of Girls Aloud: The Greatest Hits Tour (2007.)
- Tangled Up Tour (2008.)
- Out of Control Tour (2009.)
- Ten: The Hits Tour (2013.)